# Église Saint-Sauveur de Lille
Pour les articles homonymes, voir Église Saint-Sauveur et Saint-Sauveur.
L'église Saint-Sauveur est située rue Saint-Sauveur à Lille, dans le quartier de Lille-Centre. Sa construction à l'emplacement d'une ancienne église gothique incendiée en 1896 s'est étalée de 1898 à 1902.
Dégradée par des infiltrations, elle est "fermée pour investigations de sécurité" depuis 2015,.
Ce site est desservi par la station de métro Mairie de Lille.

## Historique
Sur cet emplacement existait une église de style gothique du XIVe siècle qui a donné son nom au quartier de Lille-Saint-Sauveur.
L'église était surmontée d'une flèche qui servit de point de mire aux artilleurs des armées autrichiennes lors du siège de 1792 et qui ne fut pas reconstruite. Cette église fut détruite par un incendie en 1896.
Sur ses fondations, on construisit la nouvelle église paroissiale Saint-Sauveur.
Les travaux furent confiés à l'architecte François-Joseph Delemer en juillet 1898, qui lui donna un style éclectique et néobyzantin.
Ils durèrent jusqu'en 1902, l'église étant bénie en décembre de la même année.

## Galerie photos

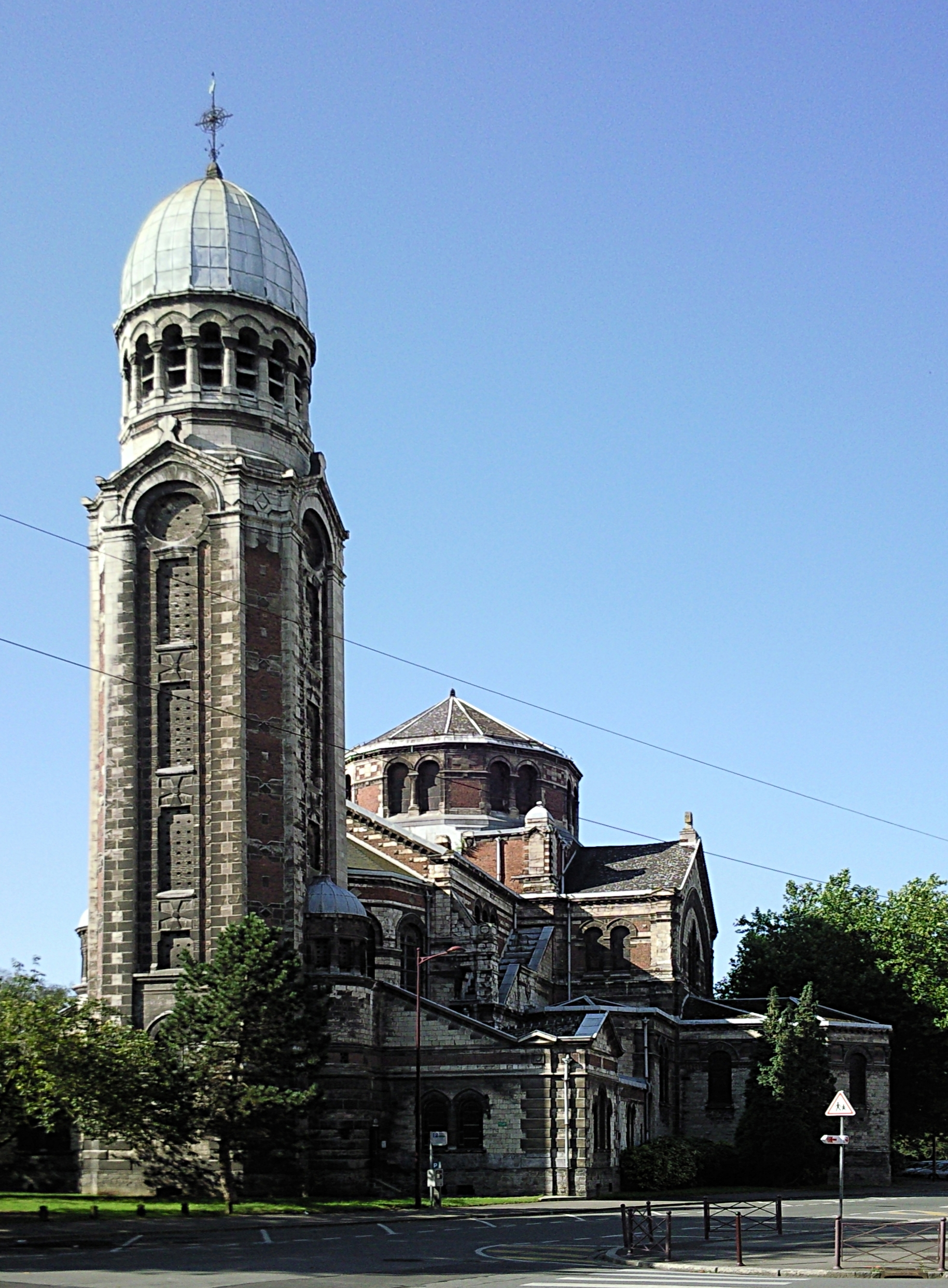
Vue arrière de l'église Saint-Sauveur.
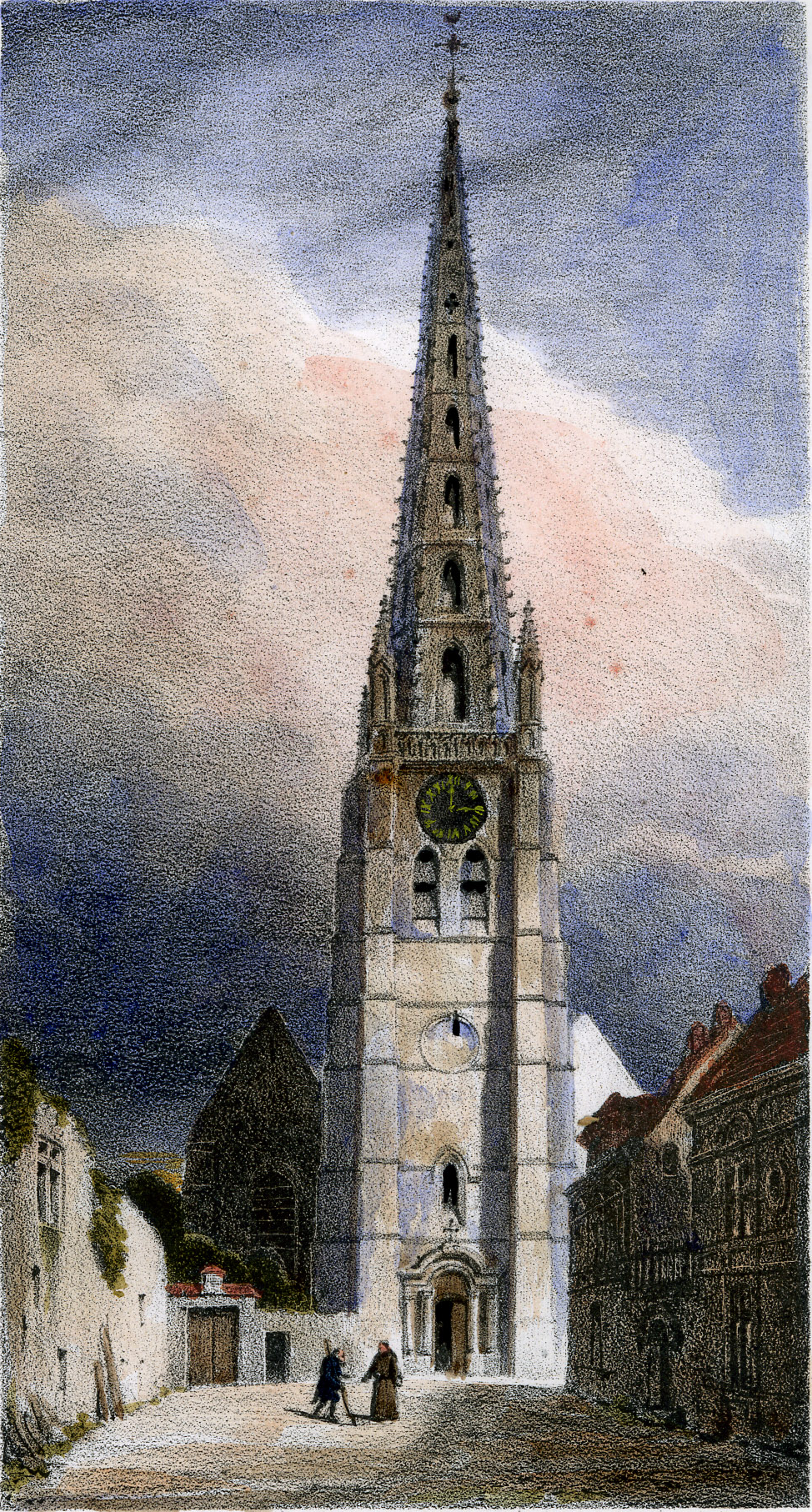
L'église avant 1792 (gravure de 1830).
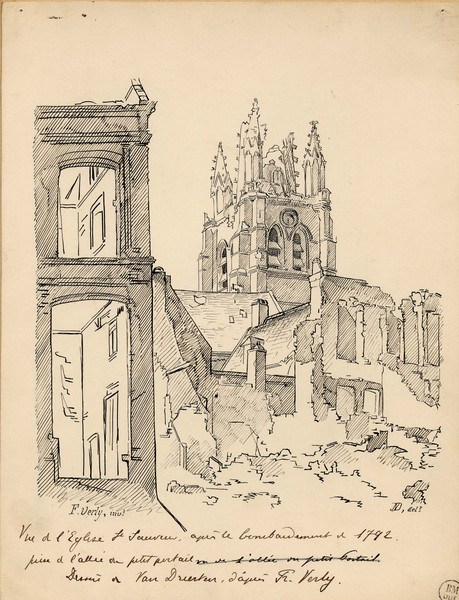
L'église après le bombardement de 1792 (dessin de Joseph-Emmanuel Van Driesten d'après le croquis de François Verly).
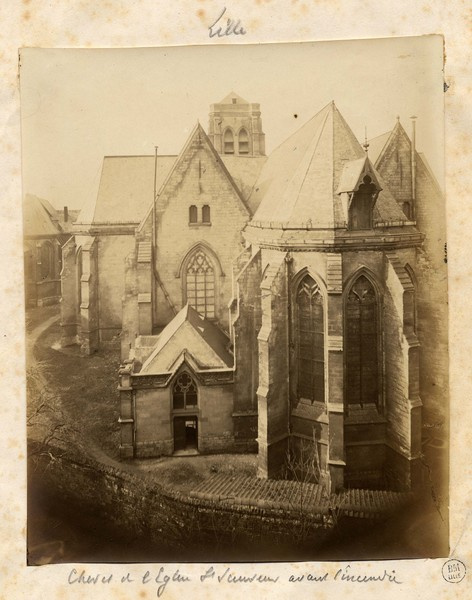
Chevet de l'ancienne église.

## Description
L'église Saint-Sauveur est une église en brique, grès et pierre calcaire à trois vaisseaux  construite selon un plan à croix latine.
Sa toiture est faite en ardoise et de zinc.
Au-dessus du vaisseau central, on observe une voûte en berceau plein-cintre.
La croisée du transept est couverte par une coupole. Un cul de four recouvre le chœur et le clocher se trouve à l'arrière du chevet.

## Cloches
Le clocher abrite quatre cloches de volée fondues en 1923 par Charles Wauthy, fondeur à Douai et baptisées le 28 janvier 1923.
- Si b 2 : Hector-Pauline (bourdon) - 3.600 kg

- Mi b 3 : Marie-Alexis - 1.322 kg

- Fa 3 : Geneviève - 993 kg

- Sol 3 : Octavie-Victor-Pauline-Ferdinand - 696 kg

## Mobilier

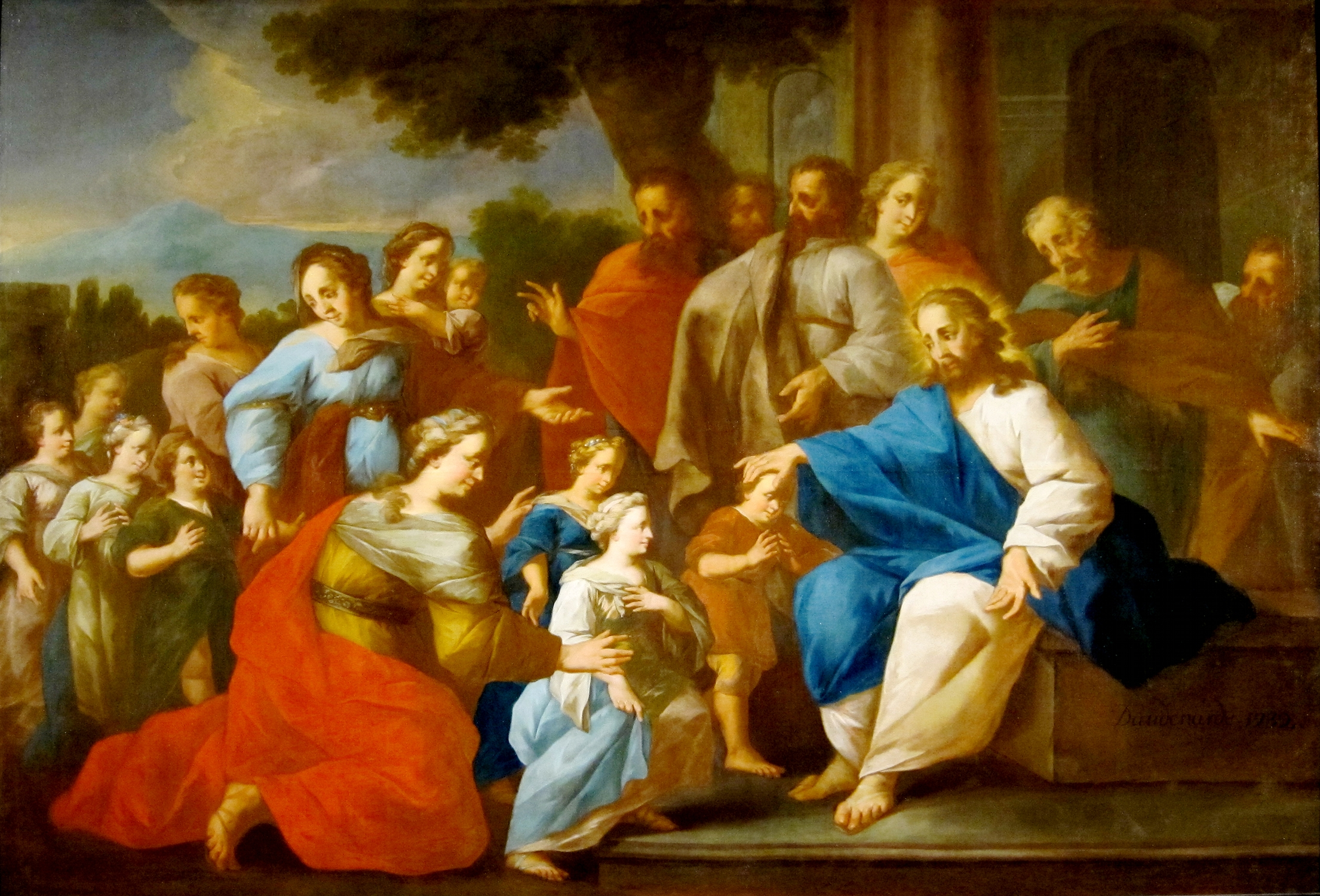
Tableau de 1732 de Lamoral de Daudenarde.

Quelques éléments de l'ancienne église ont été conservés, en particulier les cinq vitraux du chœur d'Édouard Didron (1867), le maître autel (1879-1882) et l'autel des Saint-Anges (1884) dans le bras nord du transept, réalisés par le sculpteur Modeste Verlinden.
L'église recèle par ailleurs un exceptionnel mobilier en chêne (buffet d'orgue, chaire monumentale, confessionnaux) réalisé par le menuisier sculpteur hazebrouckois Gustave Pattein.
Elle renferme également un tableau de 1732 du peintre lillois Lamoral de Daudenarde, Laissez venir à moi les petits enfants.
L'orgue de tribune provient du facteur d'orgue belge Salomon Van Bever et date de 1902.
L'orgue de chœur a été mis en place à l'église Notre-Dame de Fives, l'orgue de tribune de cette dernière étant en attente de restauration.